# Shahrestān di Harsin
Lo shahrestān di Harsin (farsi شهرستان هرسین) è uno dei 14 shahrestān della provincia di Kermanshah, il capoluogo è Harsin. Lo shahrestān è suddiviso in 2 circoscrizioni (bakhsh):
- Centrale (بخش مرکزی)
- Bisotun (بخش گهواره)